# Grupo Financiero Galicia
Grupo Financiero Galicia est une banque argentine fondée en 1905 et faisant partie du Merval, le principal indice boursier de la bourse de Buenos Aires.

## Historique
En avril 2024, Grupo Financiero Galicia annonce l'acquisition des activités argentines d'HSBC pour 550 millions de dollars.